# Star Spangled Girl
Star Spangled Girl è un film del 1971 diretto da Jerry Paris. Il film è la trasposizione cinematografica della commedia teatrale Andy e Norman di Neil Simon.